# Küpfer (Bern)

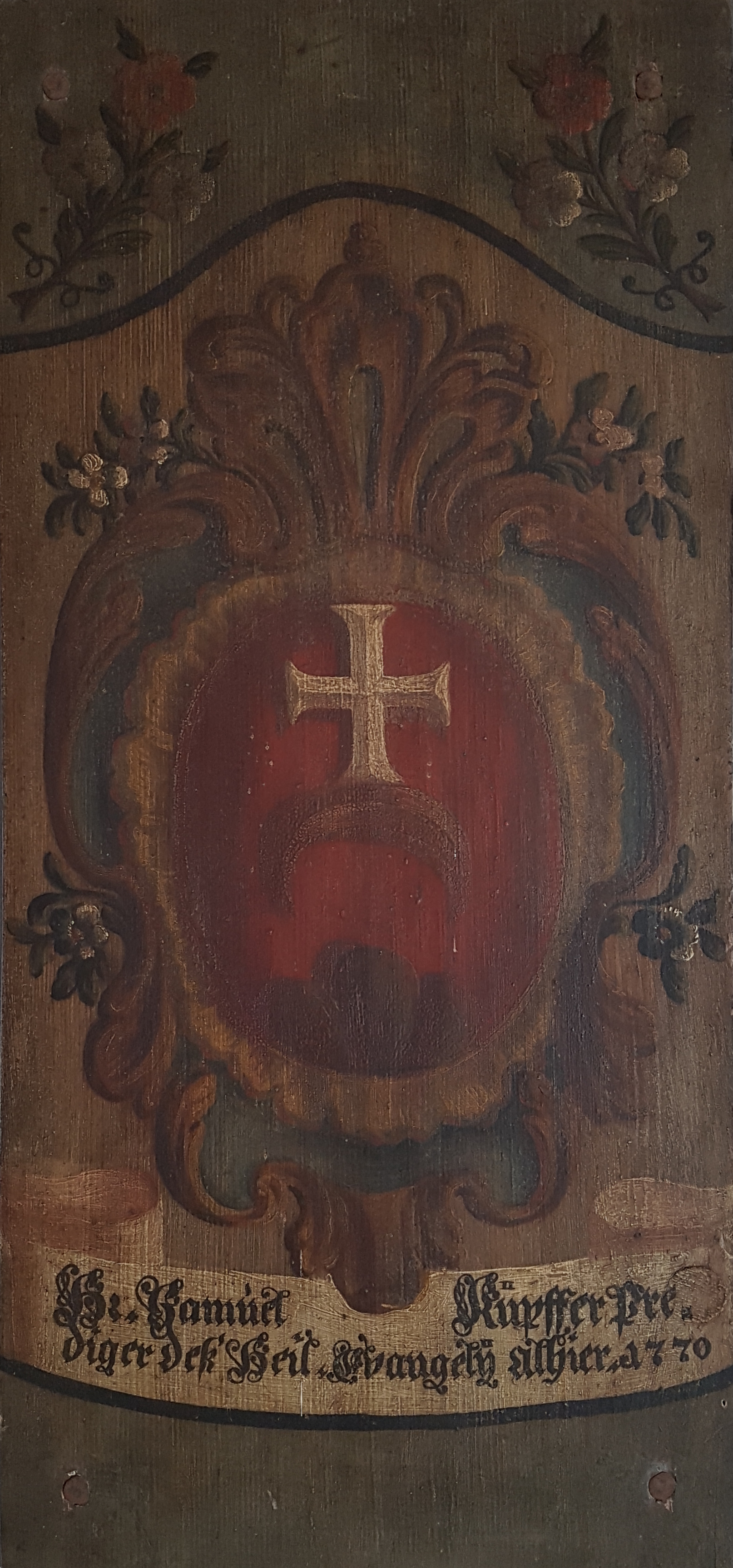
Wappen Küpfer in der Kirche Zimmerwald (1770)

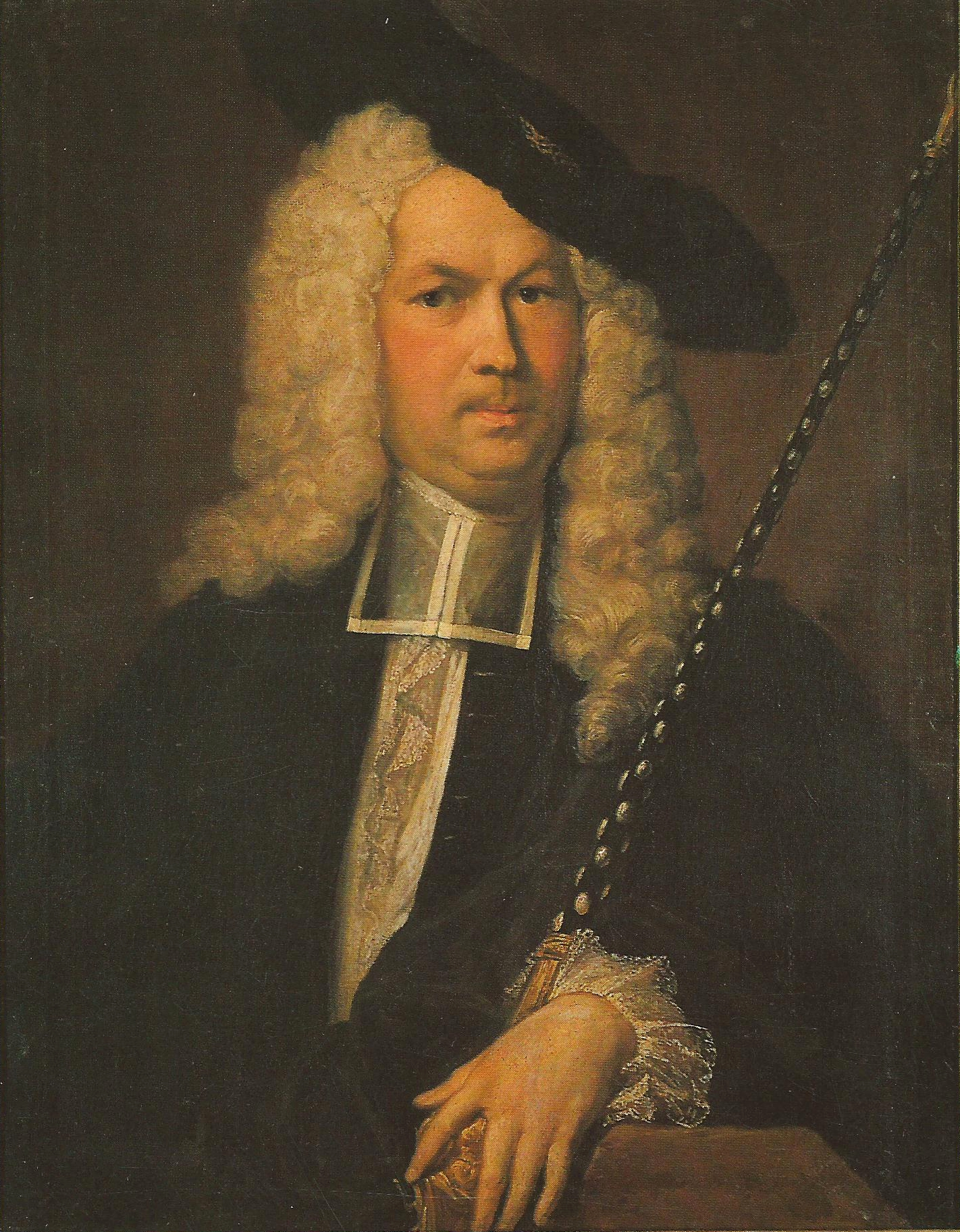
Samuel Küpfer (1687–1765), Grossweibel. Bildnis von Johann Rudolf Huber (1732).

Die Familie Küpfer ist eine ursprünglich aus dem Emmental stammende Berner Burgerfamilie, welche seit ungefähr 1550 das Burgerrecht der Stadt Bern besitzt und heute der Zunft zu Webern angehört.
Die regimentsfähige Familie Küpfer geht auf den Fischer Johannes Küpfer († 1568) zurück. Das weit verzweigte Geschlecht war in verschiedensten Berufen tätig und daher auf Schiffleuten, Schuhmachern und Webern zünftig. 
Vier Angehörige der Familie gelangten im 16. und 17. Jahrhundert in den Grossen Rat, zahlreiche Vertreter waren Geistliche und Offiziere. Mehrere Generationen waren Färber. Hieronymus Küpfer begründete die Indienne-Fabrikation in Bern. Johann Friedrich und Johann Rudolf Küpfer waren an der Henzi-Verschwörung beteiligt. 

## Personen
- Peter Küpfer (1620–1677), Färber, Mitglied des Grossen Rats, Oberspitalmeister
- Hieronymus Küpfer (1679–1756), Textilfärber und Indiennefabrikant
- Samuel Küpfer (1687–1765), Buchdrucker, Mitglied des Grossen Rats, Grossweibel, Obervogt in Lenzburg
- Johann Friedrich Küpfer (1708–1766), Indienne- und Kattunfabrikant im Sulgenbach, Teilnehmer an der Henziverschwörung, übernahm in Lörrach die spätere KBC
- Samuel Küpfer (1712–1787), Pfarrer in Zimmerwald und Madiswil
- Johann Rudolf Küpfer (1727–1792), Notar, Geometer, Strasseninspektor, Landvogt zu Landshut, Kastlan zu Frutigen

## Archive
- Bestände zur Familie Küpfer (Burgerbibliothek Bern)
- Familie Studer–Küpfer, 1800-1989, ES 58-66 im Katalog der Burgerbibliothek Bern